# ماشوو (شهرستان کروسنو اودژانگسکیه)
ماشوو (به لهستانی: Maszewo) یک روستا در لهستان است که در گمینا ماشوو واقع شده‌است. ماشوو ۴۶۰ نفر جمعیت دارد.